# كانال داجوردو
كانال داجوردو، (بالإنجليزية: Canale d'Agordo)‏، (الألمانية: Augartnerkanal)، هي بلدة و(بلدية) في مقاطعة بيلونو، في منطقة فينيتو، شمال إيطاليا. يسكنها 1230 نسمة. ولد البابا يوحنا بولس الأول (من مواليد ألبينو لوتشاني) ورسام المناظر الطبيعية جوزيبي زايس في كانالي داجوردو. يوجد بها متحف مخصص للبابا يوحنا بولس الأول، أطلق عليه اسم متحف البابا لوسياني.

## السكان
في سنة 1871 بلغ عدد السكان 1٬641 نسمة، وتطور العدد ليصل في سنة 2011 لـ 1٬172 نسمة.
يظهر هذا المخطط البياني تطور النمو السكاني لـ كانال داجوردو

## أعلام
- يوحنا بولس الأول